# Туй-Вігоська діоцезія
Ту́й-Віго́ська діоце́зія (лат. Dioecesis Tudensis-Vicensis; ісп. Diócesis de Tui-Vigo) — діоцезія римського обряду Католицької церкви в Іспанії, з центрами у містах Туй і Віго.  Входить до складу Компостельської церковної провінції. Суфраганна діоцезія Сантьяго-де-Компостельської архідіоцезії. Заснована 9 березня 1959 року. Голова — єпископ Туйський і Вігойський. Центральні храми — Туйський і Вігоський собори.  Площа — 1,721 км². Населення — 560,000 ос.; з них католики — 532,459 ос. (95.1%). Чинний голова — Луїс Квінтейро Фіуза, єпископ Туйський і Вігойський.

## Єпископи
Єпископи Туйські
- 4 травня 1917 — 24 липня 1923: Мануель Лаго-Гонсалес
- Луїс Квінтейро Фіуза

## Статистика
Згідно з «Annuario Pontificio» і Catholic-Hierarchy.org:
| Рік  | Населення | Населення | Населення | Священики | Священики | Священики | Священики           | Диякони | Ченці    | Ченці | Парафії |
| Рік  | католики  | загалом   | %         | загалом   | секулярні | ченці     | вірних на священика | Диякони | чоловіки | жінки | Парафії |
| ---- | --------- | --------- | --------- | --------- | --------- | --------- | ------------------- | ------- | -------- | ----- | ------- |
| 1950 | 350.000   | 350.125   | 100,0     | 374       | 280       | 94        | 935                 |         | 256      | 374   | 268     |
| 1969 | 337.800   | 337.900   | 100,0     | 350       | 275       | 75        | 965                 |         | 418      | 585   | 192     |
| 1980 | 454.000   | 456.000   | 99,6      | 356       | 254       | 102       | 1.275               |         | 185      | 691   | 272     |
| 1990 | 495.000   | 498.000   | 99,4      | 328       | 235       | 93        | 1.509               |         | 190      | 547   | 272     |
| 1999 | 501.600   | 516.600   | 97,1      | 317       | 237       | 80        | 1.582               |         | 132      | 508   | 276     |
| 2000 | 501.700   | 516.700   | 97,1      | 307       | 234       | 73        | 1.634               |         | 138      | 489   | 276     |
| 2001 | 500.000   | 504.198   | 99,2      | 308       | 232       | 76        | 1.623               |         | 128      | 478   | 276     |
| 2002 | 506.000   | 520.000   | 97,3      | 305       | 231       | 74        | 1.659               |         | 131      | 456   | 276     |
| 2003 | 502.000   | 514.999   | 97,5      | 278       | 207       | 71        | 1.805               |         | 124      | 432   | 276     |
| 2004 | 500.000   | 517.658   | 96,6      | 294       | 222       | 72        | 1.700               |         | 116      | 437   | 276     |
| 2010 | 532.459   | 560.000   | 95,1      | 270       | 209       | 61        | 1.972               | 3       | 114      | 436   | 276     |
| 2014 | 533.800   | 562.200   | 94,9      | 254       | 195       | 59        | 2.101               | 2       | 102      | 370   | 275     |